# Rossini Pinto
Rossini Pinto (Mimoso do Sul, 24 de janeiro de 1937 — Rio de Janeiro, 25 de junho de 1985) foi um cantor, compositor, jornalista e produtor musical brasileiro.

## Biografia
Filho de Norberto Pinto e Iracema Pinto, e nascido em Ponte de Itabapoana (distrito de Mimoso do Sul), no Espírito Santo, mudou-se para o Rio de Janeiro em meados da década de 1950. Em 1955, aos 18 anos, trabalhava como repórter do diário esportivo Jornal dos Sports e do matutino Correio da Manhã.
Começou sua carreira musical por acaso, em 1960, ao musicar o poema Convite de Amor, do então candidato a Presidente da República, Jânio Quadros. Desde então, passou a ser solicitado por gravadoras. Rossini acabou assinando contrato com a Copacabana Discos em 1961, lançando seu primeiro disco com as canções "Rock Presidencial", de sua autoria, e "Vamos Brincar de Amor?", de Vadico e Herberto Sales. Em 1967, assinou com a Odeon, onde iniciou uma bem-sucedida trajetória como produtor musical.
Foi um dos mais importantes nomes da Jovem Guarda e ajudou a consagrar vários dos artistas do movimento, com composições próprias e versões em português do rock britânico e americano. Tornou-se um autor requisitado no movimento quando Roberto Carlos gravou algumas das suas composições, como "O leão está solto nas ruas" (em 1964), "Eu te adoro, meu amor" (LP Jovem Guarda, de 1965), "Parei, olhei" (Roberto Carlos Canta para a Juventude, também de 1965) e "Só vou gostar de quem gosta de mim", em Roberto Carlos em Ritmo de Aventura (1967). É de sua autoria também a versão do sucesso de Pat Woodell, “Somehow It Got to Be Tomorrow Today” (1965), que em português se tornou "Ternura", interpretada, dentre outros, por Wanderléa, um dos ícones das "jovens tardes de domingo" na TV Record, balançadas pelo programa Jovem Guarda, por isso até hoje a musa do movimento é conhecida por seu apelido que vem da época: "Ternurinha". A canção foi regravada no álbum de 1977 de Roberto Carlos, alcançando novamente enorme sucesso, com produção e arranjos especiais do pianista, arranjador, compositor e produtor americano Jimmy Wisner, artista exclusivo da CBS, cujos fonogramas atualmente pertencem à Sony Music.
Vários artistas que gravaram suas composições, entre eles Emilinha Borba ("Me leva pro céu", em 1962), Wanderléa ("Sem amor ninguém vive", em 1964), Golden Boys ("Se eu fosse você", em 1966) e Diana ("Porque Brigamos"). Dentre as suas canções de maior sucesso, destacam-se "Erva Venenosa" (versão da canção 'Poison Ivy"), gravada pelo Golden Boys em 1965 e regravada pelo grupo Herva Doce em 1982 e por Rita Lee em 2000, sendo inclusive tema de várias telenovelas globais e de programas de televisão.
Como intérprete, seus maiores sucessos foram "Voa, Passarinho, Viu no que Deu?" (ambas de sua autoria e de Fernando Costa), "Ford de Bigode" (Ivanildo Teixeira e Paulo Brunner), gravada com Renato e Seus Blue Caps e "Carruagem", gravada pelo The Fevers em 1976. "Amor e Desprezo", também de sua autoria, gravada no disco As 14 Mais de 1963, é uma de suas músicas mais tocadas até hoje. Rossini Pinto 
Rossini Pinto durante sua carreira gravou 17 discos, sendo 8 LP's, 8 compactos simples e 1 compacto duplo. Fora do cenário musical, trabalhou ainda como engenheiro agrônomo.
Morreu em consequência de insuficiência renal aguda aos 48 anos. Foi sepultado no Cemitério Parque Jardim da Saudade, no Rio de Janeiro, porém seus restos mortais foram retirados por falta de pagamento na taxa de manutenção.

## Discografia
- 1961 — Rock Presidencial/Vamos Brincar de amor, 78 rotações (Copacabana)
- 1962 — Voa, Passarinho/Viu no que foi que deu?, 78 rotações (CBS)
- 1962 — Maninha, Maninha/Dançando o Twist, 78 rotações (CBS)
- 1963 — Shalalá-Por Causa de Você/Amor e Desprezo, 78 rotações (CBS)
- 1964 — Rossini Pinto (com o grupo Renato e Seus Blue Caps), LP (CBS)
- 1964 — Rossini Pinto, LP (CBS)
- 1965 — Rossini Pinto (com o grupo Renato e Seus Blue Caps), LP (CBS)
- 1966 — Rossini Pinto, compacto (Odeon)
- 1966 — Rossini Pinto, compacto (CBS)
- 1967 — Rossini Pinto, compacto (Odeon)
- 1967 — Montanha do Amor, LP (Odeon)
- 1968 — Rossini Pinto, compacto (Odeon)
- 1969 — Rossini Pinto, compacto (CBS)
- 1969 — Rossini Pinto, compacto (Odeon)
- 1969 — Por Onde Anda Ela/Ou Crê nos Amigos ou Crê em Mim/Amor de Verdade/Onde você Estiver - compacto duplo (Odeon)
- 1970 — Rossini Pinto, compacto (CBS)
- 1971 — Rossini Pinto, compacto (CBS)